# Cavaliere in rosa
Il cavaliere in rosa è un dipinto olio su tela conservato presso palazzo Moroni in via Porta Dipinta di Bergamo, eseguito da Giovan Battista Moroni nel 1560; raffigura Gian Gerolamo Grumelli ed è con Il sarto, uno dei ritratti più conosciuti dell'artista.

## Storia
La figura del cavaliere in rosa fu identificata nel ventiquattrenne Gian Gerolamo Grumelli di Bergamo dallo storico Giuseppe Locatelli Milesi riprendendo quanto veniva scritto dal Foresti nella sua descrizione del palazzo Moroni in Stezzano:  Nella sala superiore del Palazzo di Stezzano, situato in capo alla scala maggiore il ritratto di Giangerolamo in tutta figura vestito alla spagnola [...] parto mirabile dell'insigne pennello del bergamasco Gianbattista Moroni, ed è il quadro più conosciuto e ricordato dell'artista proprio per i suoi colori vivaci.
Il quadro era di proprietà della famiglia Grumelli, il discendente Marcantonio Fermo Grumelli lo consegnò alla famiglia Moroni nel 1871 insieme al dipinto rappresentante la sua seconda moglie Isotta Brembati, (anche per lei queste erano le seconde nozze). Il Grumelli era una persona di notevole importanza in Bergamo, era presidente del Tribunale del Paci, dell'ospedale, e del Pio luogo della Magnifica Pietà.
L'abbigliamento alla spagnola che sfoggia nel quadro il soggetto è una testimonianza di quanto gli spagnoli avessero contagiato la moda del tempo, abbigliamento che fece considerare il Grumelli esponente del partito filospagnolo anche se non vi è di questo nessuna documentazione. Serve considerare che egli, oltre ad essere forse favorevole agli spagnoli aveva anche ottimi rapporti con i rappresentanti della chiesa locale, molta fu la corrispondenza che intercorse tra lui e il cardinale Borromeo mentre Bergamo era governata dai veneziani.
Il quadro è stato ospitato per un anno presso i musei di Varsavia, Helsinki ed Enschede con quello di Isotta Brembati, facendo poi ritorno a Bergamo il 9 luglio 2017.

## Descrizione
La tela presenta la figura di un giovane araldico signore in figura intiera, posto in un ambiente che non indica con chiarezza se si tratta di un ambiente aperto o chiuso. L'abbigliamento colpisce particolarmente, non per le sue linee tipiche dell'epoca, indossa infatti un giubbone, con colletto corti in vita, da dove si delinea una leggera pancetta chiusa della cintura nera, i calzoni sono alla foggia castigliana che si allungano con elementi a cannone fino alle ginocchia, e le calze sono sorrette da giarrettiere, se non per il colore corallo, o rosa seca come veniva indicato, particolarmente acceso, più scuro nei pantaloni e luminoso con i filamenti argentei sul corpetto e sulle calze.
Il cavaliere tiene nella mano sinistra che corre sul fianco un cappello piumato, mentre ha nella mano destra l'elsa della spada, sembra così riprendere i dipinti di Tiziano nei suoi ritratti alla corte spagnola. 
L'intensità e la unicità del colore, sono una scelta non solo nel Moroni, ma del committente, forse ritratto richiesto proprio in occasione delle seconde nozze, essendo del medesimo periodo il ritratto della sposa.  Il volto si presenta curato, la barba e la pettinatura sono curate, lo sguardo severo e intenso, come a non vergognarsi di quel rossore delle gote, rossore che riprende l'abito, diventando tutt'uno, un corpo unico posto in questo ambiente sicuramente studiato ma non reale. 
A fianco, in bassorilievo, vi è una scritta in spagnolo dalla interpretazione non sempre concordante: Mas el çagnero que el primero (meglio essere il secondo, o l'ultimo, che il primo), se per alcuni indica un ammonimento di carattere morale, a questo farebbero riferimento anche l'edera o la statua divisa, se si considera che potrebbe essere stato commissionato per le seconde nozze di entrambi i coniugi, varrebbe l'interpretazione che fa riferimento all'evento.
La tela fa parte dei dipinti nel periodo in cui il Moroni studiava le pose e i colori dei committenti, essendo forse la ricerca più estrema e matura, ricerche che abbandonerà negli anni che lo allontaneranno da Bergamo, portandolo ad Albino dove si troverà a lavorare su modelli più semplici, che lo obbligheranno alla ricerca di una maggior semplicità di figure ma di maggiore intensità.